# Eldsberga kyrka
Eldsberga kyrka är en kyrkobyggnad högt belägen på en rullstensås i Eldsberga i Halmstads kommun. Den tillhör sedan 2013 Snöstorps församling (2006-2013 Eldsbergabygdens församling och tidigare Eldsberga församling) i Göteborgs stift.

## Historia
Kyrkans äldsta delar uppfördes i romansk stil i slutet av 1100-talet. Under senmedeltiden förlängdes troligen långhuset åt väster och kyrkan fick gotiska kryssvalv av tegel i tre valvenheter. Vid 1600-talets slut fanns ett trätorn vid västgaveln. Det ersattes 1892 med nuvarande 34 meter höga kyrktorn uppfört av tegel. Därmed har en del av exteriörens medeltida prägel gått förlorad. Medeltidskyrkans vitputsade murar har i senare tid fått väsentligt förstorade fönsteröppningar. På både nord- och sydsida har ursprungliga muröppningar åter öppnats. Kyrkans sadeltak och tornets spira är täckta med kopparplåt. Tidigare var de blyklädda.
Eldsbergaåsen utgör riksintresse för hembygdsvården. Där finns ett stort antal förhistoriska lämningar. Det är känt att Stjernarps gård hade patronatsrätt över Eldsberga och Tönnersjö kyrka under tiden 1665-1683 samt 1773-1859. 

## Kyrkobyggnaden
Kyrkan består av rektangulärt långhus, smalare absidkor, utbyggd sakristia vid långhusets nordöstra hörn samt kyrktorn vid västra sidan med utbuktande trapprundel. Ingång finns i väster och går via tornets bottenvåning. I kyrkans östra del återstår en tidigmedeltida absidkyrka tämligen intakt.
På långhusets sydsida, intill västgaveln, fanns sedan medeltiden ett vapenhus, vilket revs 1853 då kyrkans nuvarande västra huvudingång tillkom i samband med en grundlig renovering. På långhusets norra sida mittemot vapenhuset fanns förr en ingång för kvinnor. Den igenmurades 1880. Läktare byggdes 1855 då kyrkan fick sin första orgel. 
Stora restaureringar under 1900-talet och 1976 har satt sin prägel på interiören. Sakristian tillbyggdes så sent som 1954. 

## Interiör

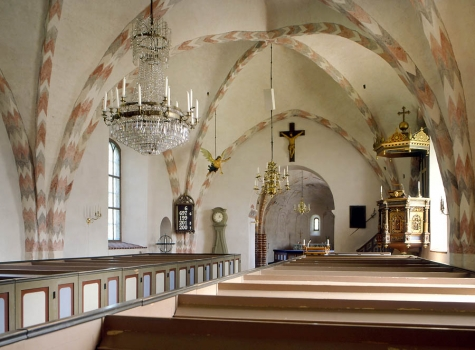
Interiör mot koret

Mellan långhus och kor öppnar sig en rundvälvd triumfbåge med skråkantade anfangslister. Kyrkan välvdes under senmedeltiden. Kalkmålningar finns i långhus, kor och absid från två skilda perioder. De i absidens hjälmvalv, som föreställer Yttersta domen är sannolikt utförda på 1200-talet. På absidens väggar avbildas apostlarna inom dekorativa bågformiga inramningar. Det finns även bemålade valvribbor i långhuset och koret. Målningarna bidrar till karaktären av medeltidskyrka. De togs fram 1952 av konservator Erik Sköld och 1976 av konservator Arne Andersson.

## Inventarier
- Nuvarande altare i rött handslaget tegel tillkom 1954. Det har en skiva av grå kalksten. Då tillverkades även en ny altarring. Kyrkans tidigare altare och altaruppsats i emirestil var från 1848. De förvaras nu i kyrkans tornkammare.
- Dopfunten från 1619 är gjuten av malm och grytformad. Den vilar på en fot av granit.
- Predikstolen, utförd av trä i senrenässansstil 1614 i Danmark, återger de fyra evangelisterna. Predikstolen har varit övermålad med vit oljefärg, men återställdes 1952 i sitt forna skick av konservator Erik Sköld.
- Basunängel från 1700-talets början hänger över dopfunten.
- Triumfkrucifix från senmedeltiden, hänger över triumfbågen, den öppning i murverket som skiljer långhuset från koret.
- Golvur från 1799, tillverkat av B. Lindqvist, Laholm.
- Två ljuskronor från 1782 respektive 1855 hänger i långhuset.
- En Drottning Kristinas Bibel från 1646.
- I vapenhuset förvaras en järnbeslagen ekkista tillverkad år 1696. Den har tre lås i enlighet med bestämmelserna i 1686 års kyrkolag, "Then ene nyckelen behåller kyrkoherden, then andre kyrkovärden och then tredje en af sexmännerna och må intet ther utagas, utan i thesse tre personers närwaro".
- Nattvardskalk från 1400-talet. Patén troligen från 1400-talet. Oblatask och vinsked från 1796. En äldre vinkanna från 1882 och en nyare från 1963.
- Två brudkronor från 1731 respektive 1958.
- Epitafium, en minnestavla över den danske amiralen Jørgen Daa.
- Mariastatyn är gjord av träskulptör Eva Spångberg, Hjälmseryd och är en gåva från år 2000.

### Klockor
- I tornet hänger två klockor. Storklockan göts om 1696 medan lillklockan göts 1950. En äldre lillklocka gjuten 1698 och spräckt och lagad 1884 förvaras i vapenhuset. Båda de gamla klockorna har inskription på både svenska och latin.

### Orgel
- Kyrkans första orgel byggdes 1855 av Johan Nikolaus Söderling, Göteborg och hade 6 stämmor.
- Orgeln ersattes 1907 av en ny orgel med nio stämmor tillverkad av Kaspar Thorsell, Göteborg.
- Nuvarande orgel på sjutton stämmor fördelade på två manualer och pedal byggdes 1952/1953 av Frederiksborg Orgelbyggeri. Orgeln är mekanisk.

| Huvudverk I   | Öververk II   | Pedal         | Koppel |
| Principal 8´  | Rörflöjt 8´   | Subbas 16´    | I/P    |
| Gedakt 8´     | Kvintadena 8´ | Oktavbas 8´   | II/P   |
| Oktava 4'     | Principal 4'  | Nachthorn 4'  | II/I   |
| Oktava 2'     | Blockflöjt 4' | Blockflöjt 2' |        |
| Mixtur 4 chor | Svegel 2'     |               |        |
| Trumpet 8'    | Kvinta 1 1/3' |               |        |
|               | Oktava 1'     |               |        |

- 2004 byggde Mårtenssons orgelfabrik i Lund om orgeln.[1]

## Omgivning
- I södra muren finns ett bårhus
- Cirka trehundra meter norr om kyrkan ligger prästgården och församlingshemmet.
- En knapp kilometer nordost om kyrkan ligger klockargården.